# Bernd Neuendorf

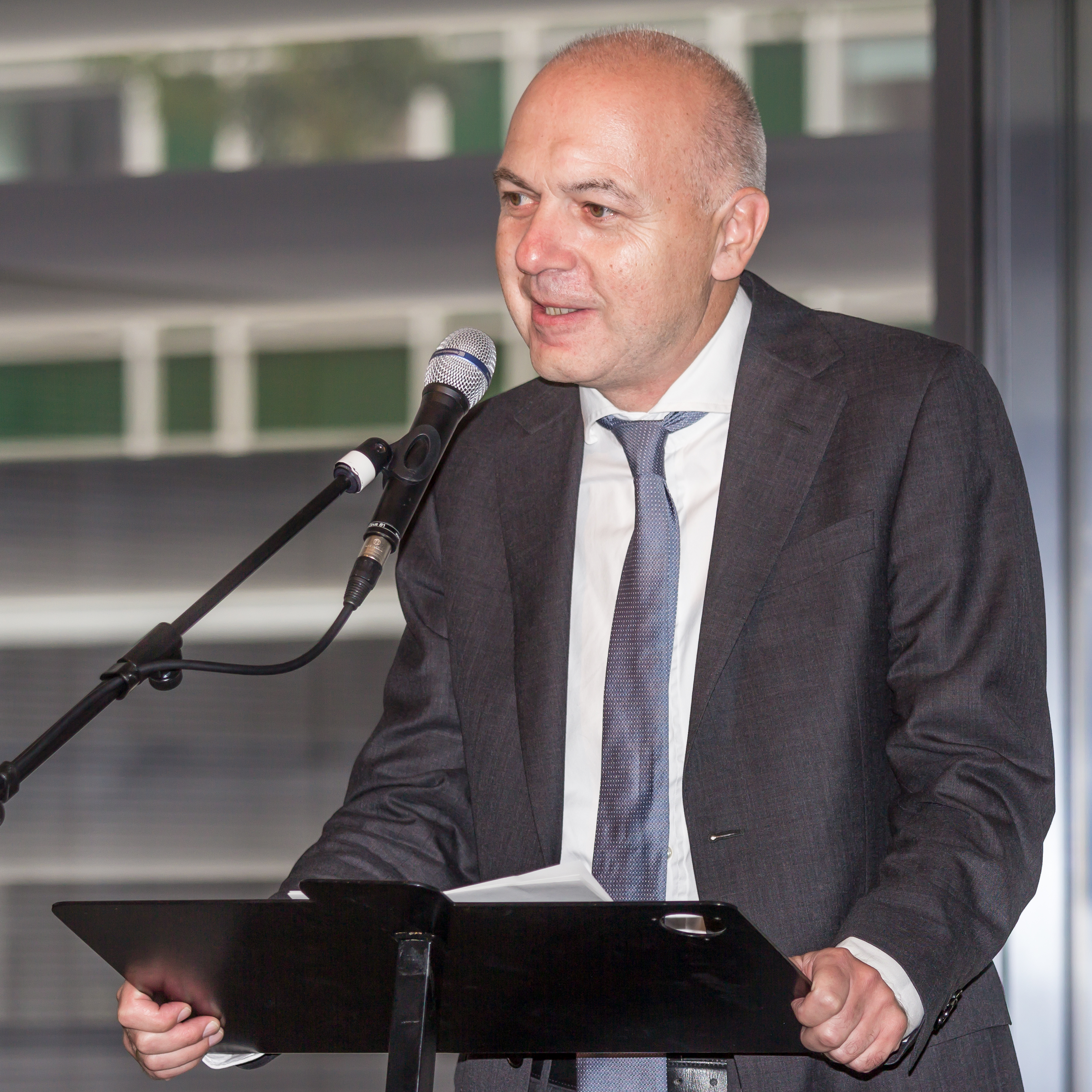
Bernd Neuendorf, 2015

Bernd Neuendorf (* 6. Juli 1961 in Düren) ist ein ehemaliger deutscher politischer Beamter (SPD) und Journalist sowie heutiger Sportfunktionär. Seit dem 11. März 2022 ist er Präsident des Deutschen Fußball-Bundes (DFB); zuvor war er von 2019 bis 2022 Präsident des Fußball-Verbandes Mittelrhein. Von 2012 bis 2017 war Neuendorf Staatssekretär im Ministerium für Familie, Kinder, Jugend, Kultur und Sport des Landes Nordrhein-Westfalen.

## Leben
Neuendorf wuchs in der Gemeinde Hürtgenwald im Kreis Düren auf und studierte nach dem Abitur in Bonn und Oxford Neuere Geschichte, Politikwissenschaften und Soziologie. Nach einem Volontariat bei der Nachrichtenagentur Reuters arbeitete er als Redakteur bei Associated Press in Frankfurt am Main. In den Jahren 1992 bis 1999 war Neuendorf Parlamentskorrespondent für verschiedene Tageszeitungen in Bonn. Danach wechselte er zur Mitteldeutschen Zeitung nach Halle (Saale). Dort war er von 2001 bis 2003 stellvertretender Chefredakteur.
Im Jahr 2003 wurde Neuendorf Sprecher des SPD-Parteivorstands in Berlin. Danach folgte im Jahr 2004 die Funktion des Pressesprechers des SPD-Landesverbandes NRW. Von 2007 bis Oktober 2012 war er Landesgeschäftsführer der SPD in Nordrhein-Westfalen. Von Oktober 2012 bis zum Regierungswechsel im Juni 2017 war er als Nachfolger von Klaus Schäfer Staatssekretär im Ministerium für Familie, Kinder, Jugend, Kultur und Sport des Landes. 
Am 29. Juni 2019 wurde er auf dem Verbandstag des Fußball-Verbandes Mittelrhein einstimmig zum Präsidenten gewählt.  Er folgte damit auf Alfred Vianden. Neuendorf war von 2019 bis 2022 Mitglied des DFB-Vorstands und Vizepräsident des Westdeutschen Fußball-Verbandes. Im Amt des Präsidenten des Fußball-Verbandes Mittelrhein folgte ihm Christos Katzidis nach.
Am 11. März 2022 kandidierte Neuendorf für das Präsidentenamt des Deutschen Fußball-Bundes beim DFB-Bundestag. Dabei setzte er sich gegen Peter Peters durch, der nach dem Rücktritt Fritz Kellers eine Interims-Doppelspitze mit Rainer Koch gebildet hatte.
Seit dem 1. Oktober 2019 ist Neuendorf Mitglied des Vorstandes der Bundeskanzler-Helmut-Schmidt-Stiftung in Hamburg. Neuendorf ist zudem jeweils Vorsitzender des Kuratoriums der DFB-Stiftung Egidius Braun sowie der Sepp-Herberger-Stiftung. Zudem ist er Mitglied des Bundeskuratoriums des Internationalen Bundes.
Des Weiteren ist Neuendorf beim UEFA-Kongress in Lissabon am 5. April 2023 als europäischer Vertreter in den FIFA-Rat gewählt worden, wofür er eine jährliche Vergütung in Höhe von 250.000 US-Dollar erhält.
Neuendorf ist Anhänger von Alemannia Aachen.